# Wappen der Gemeinde Inning am Holz
Das Wappen der Gemeinde Inning am Holz ist seit 1980 neben der Flagge das offizielle Hoheitszeichen von Inning am Holz. 

## Blasonierung
„Über einem von Silber und Grün gespaltenen Dreiberg gespalten von Rot und Silber; vorne übereinander drei silberne Widderhörner, hinten eine wachsende grüne Tanne.“

## Geschichte
Das Wappen wurde vom Tutzinger Heraldiker Peter Ziller gestaltet.
Die drei Widderhörner entstammen dem Wappen der adeligen Familie Schnöd, die einst im Gebiet der Gemeinde Grundbesitz hatte. Die grüne Tanne und der Dreiberg stehen redend für die Lage der Gemeinde in einem ausgesprochenen Holz- und Hügelland.
Die Regierung von Oberbayern genehmigte mit Beschluss vom 2. Juni 1980 die Führung des Wappens durch die Gemeinde.